# Керимова, Башханум Мардан кызы
Башханум Мардан кызы Керимова (азерб. Başxanım Mərdan qızı Kərimova; 15 января 1920, Казахский уезд — 1993, Товузский район) — советский азербайджанский виноградарь, Герой Социалистического Труда (1949).

## Биография
Родилась 15 января 1920 года в селе Асрик-Джирдаган Казахского уезда Азербайджанской Демократической Республики (ныне Товузский район).
С 1937 года звеньевая колхоза имени Низами Таузского района. В 1948 году получила урожай винограда 255,2 центнеров с гектара на площади 3 гектара.
Указом Президиума Верховного Совета СССР от 21 июля 1949 года за получение высоких урожаев винограда в 1948 году Керимовой Башханум Мардан кызы присвоено звание Героя Социалистического Труда с вручением ордена Ленина и золотой медали «Серп и Молот».
С 1971 года пенсионер союзного значения.
Активно участвовала в общественной жизни Азербайджана. Депутат Верховного Совета Азербайджанской ССР 3-го созыва.
Скончалась в 1995 году.